# 內文斯街車站
內文斯街車站（英語：Nevins Street station）是紐約地鐵IRT東公園道線一個快車地鐵站，位於布魯克林下城內文斯街、夫拉特布殊大道及福爾頓街，設有2號線（任何時候停站）、4號線（任何時候停站）、3號線（任何時候停站（深夜除外））與5號線（僅平日停站）列車服務。

## 車站結構
| G  | 街道                                     | 出入口 |
| B1 | 夾層                                     | 閘機、車站詢問處 |
| B2 | 北行                                     | 往威克菲爾德-241街（霍伊特街） · 往哈萊姆-148街（霍伊特街）                                                               |
| B2 | 島式月台，左/右側開門                    | |
| B2 | 北行快速                                 | 往伍德羅恩（區公所） · 往代里大道（平日）/涅雷大道（黃昏尖峰時段）（區公所）                                              |
| B2 | 拉薕牆                                   | |
| B2 | 南行快速                                 | 往猶提卡大道（尖峰時段及深夜時往新地段大道）（大西洋大道-巴克萊中心） · 往夫拉特布殊大道（平日）（大西洋大道-巴克萊中心） |
| B2 | 島式月台，左/右側開門                    | |
| B2 | 南行                                     | 往夫拉特布殊大道（大西洋大道-巴克萊中心） · 往新地段大道（大西洋大道-巴克萊中心）                                         |
| B3 | 側式月台，沒有服務，作為月台之間的地下道 | 側式月台，沒有服務，作為月台之間的地下道                                                                                  |
| B3 | 道床                                     | 無服務 |

車站設有兩個島式月台，雙方向被被快慢車軌道夾着。兩條快車軌道之間一度存在第五條軌道，但於1956年拆除。原初計劃此站成為三軌路線的一個慢車站，但後來再加入了兩條外側軌道。閘機位於上夾層，並經一條未使用下層月台的地下道。此月台的旁邊是一條位於南行慢車軌道下方的未使用的軌道。

## 延伸閱讀
- Lee Stokey. Subway Ceramics: A History and Iconography. 1994. ISBN 978-0-9635486-1-0.

## 外部連結
- nycsubway.org:
  - Brooklyn IRT: Nevins Street （页面存档备份，存于）
  - Brooklyn IRT: Map 1, Brooklyn IRT Contract 2 （页面存档备份，存于） (includes current and former track configurations, and provisions for future connections)
  - Work & Nature Artwork by Anton van Dalen (1997) （页面存档备份，存于）
- Station Reporter — 2 Train
- Station Reporter — 3 Train
- Station Reporter — 4 Train
- Station Reporter — 5 Train
- Abandoned Stations—Nevins St lower level （页面存档备份，存于）
- The Subway Nut—Nevins Street Pictures （页面存档备份，存于）
- MTA's Arts For Transit—Nevins Street (IRT Eastern Parkway Line)
- Nevins Street entrance from Google Maps Street View （页面存档备份，存于）
- Platform from Google Maps Street View